# Setogyroporus
Setogyroporus es un género de hongos en la familia Boletaceae. Es un género monotípico, que contiene únicamente a la especie Setogyroporus verus.